# Metopius buscus
Metopius buscus är en stekelart som beskrevs av Ian D. Gauld och Sithole 2002. Metopius buscus ingår i släktet Metopius och familjen brokparasitsteklar. Inga underarter finns listade i Catalogue of Life.